# 콘플랜터
존 아빌 3세 (1732년에서 1746년 사이 출생-1836년 2월 18일), 또는 세네카어로 가이안트와치아나 카인트와콘은 세네카어의 이름의 의미에 따라 콘플랜터로도 잘 알려진 인물이다. 그는 세네카인들의 전쟁 지도자이자 울프족의 정치가였다. 전쟁 지도자로써 그는 프렌치 인디언 전쟁과 미국 독립 전쟁에 참전했다. 두 전쟁에서 모두 세네카인들과 다른 3개의 이로쿼이 부족들은 영국과 동맹을 맺었다. 전쟁 이후 콘플랜터는 미국과의 협상을 주도했으며, 이후 북서 인디언 전쟁에서는 이로쿼이 연맹이 중립으로 남을 수 있도록 기여했다.
전쟁 이후 콘플랜터는 유럽-아메리카의 생활 방식에 대해 더 배우고자 했고, 세네카 영토에 여러 학교가 설립될 수 있도록 기여했다. 그러나 세네카인들이 유럽-아메리카 사회에 별다른 반응을 보이지 않음으로써, 그는 학교를 폐쇄하고 그의 이복형제인 핸섬 레이크의 운동에 동참해 전통적인 세네카의 방식과 종교로 되돌아갈 것을 주장했다. 미국 정부는 1796년 그와 그의 상속자들에게 영원히 물려줄 펜실베이니아의 세네카 영지를 제공했으며, 이후 이 지역 콘플랜터 인디언 보호구역이라 불리게 되었다.
콘플랜터는 1836년 콘플랜터 인디언 보호구역에서 사망했다.

## 어린 시절
콘플랜터의 정확한 출생연도는 알려져 있지만, 1732년에서 1746년 사이로 추정된다. 그는 오늘날 뉴욕주의 그네시 강 인근에서 태어났다. 그는 세네카 여성 가혼노노네와 네덜란드 무역자 존 아빌 2세 사이에서 태어난 아들이었다.
콘플랜터는 세네카인들 사이에서 어머니에 의해 길러졌다. 그의 세네카식 명칭인 가이안트와케는 "경영자"의 의미를 지니고 있으며 또다른 이름인 "카인트와콘"은 "식물은 심은 사람에 의한"이라는 뜻을 지니고 있다. 세네카와 다른 이로쿼이 연맹들은 모계를 중심으로 운영되었기 때문에, 콘플랜터 역시 그의 어머니 부족인 울프족의 일원으로 간주되었다. 당시 울프 족은 여러 정착민들 및 원주민들과 관계를 맺고 있었기 때문에, 콘플랜터 역시 그들로부터 지위를 인정받았다.

## 전쟁 지도자
콘플랜터는 프렌치 인디언 전쟁 당시 영국과 맞서 프랑스와 동맹을 맺은 세네카의 전쟁 총사령관이 되었다.
미국 독립 전쟁이 발발했을 때, 영국과 미국 모두 원주민들의 개입은 불필요하다고 보았다. 그러나 양측 모두 전쟁이 과열되자 이로쿼이를 동맹군으로 포섭하려고 했다. 영국은 럼을 비롯한 여러 물자를 이로쿼이에 제공했으며, 장기간의 무역 관계를 성립시켰다. 이로쿼이 연맹은 1777년 7월 오사웨고에서 만났고, 어느 편으로 참전할 지를 결정했다. 콘플랜터는 중립을 주장했지만, 다른 족장들이 영국과의 동맹을 결정했기 때문에 콘플랜터 역시 이에 따르기로 결정했다. 세네카족이 이로쿼이 연맹에서 전쟁 총지휘를 맡고 있었기 때문에, 이로쿼이 연맹의 총사령관으로써 사옌퀘라그타와 콘플랜터가 임명되었다. 이 둘은 영국과 동맹을 맺기로 한 이로쿼이 연맹의 4개 부족인 모하크족, 세네카족, 오논다가족, 그리고 카유가족의 군대를 지휘하기로 했다.
콘플랜터는 1778년 와이오밍 전투에서 왕당파 존 벌터의 영국군과 힘을 합쳤다. 영국-이로쿼이 연합군은 수많은 정착인들을 죽이고 그들의 마을을 파괴했는데, 미국 측에서는 이를 와이오밍 학살이라고 불렀다. 이후에도 영국-이로쿼이 연합군은 저먼 플래츠 전투를 비롯한 여러 전투에서 승리를 거두었고, 미군 총사령관 조지 워싱턴은 이에 대비하기 위해 존 설리번 장군에게 뉴욕에 걸쳐져 있는 이로쿼이 영토를 침공할 것을 지시했다. 뉴턴 전투에서 미군은 승리를 거두었지만, 설리번과 그의 군대는 영국-이로쿼이 연합군의 초토화 작전으로 큰 피해를 입었다. 1779년 5월부터 9월까지 미군은 이로쿼이 연맹의 농장과 마을, 그리고 가축들을 파괴했다.